# Pomník mezinárodní solidarity protifašistické koalice – STALAG VIII B
Pomník mezinárodní solidarity protifašistické koalice – Stalag VIII B se nachází v místě zajateckého tábora Stalag VIII B Český Těšín. Památník je kulturní památkou ČR.

## Popis
Z iniciativy Svazu protifašistických bojovníků v Českém Těšíně byl v místě zajateckého tábora v Kontešinci odhalen 9. září 1979 památník. Autor návrhu je makedonský Řek Ing. arch. Koc Krstovský a autorem je akademický sochař Štěpán Mikula. Památník je deset metrů vysoký hranolový pilíř (obelisk) z pohledového betonu, v jehož dolní třetině výšky se nacházejí bronzové desky s reliéfy utrpení vězňů. Památník stojí na dlážděném prostranství.
V roce 2011 byl rekonstruován (Michal Mikula, syn sochaře Mikuly) a v jeho blízkosti bylo 29. dubna 2011 odkryto sedm pamětních desek rodáků, kteří padli v letech 1939–1945. Dvě tabule nesou jména příslušníků československé armády, dvě  tabule polských vojáků a tři tabule důstojníků polské armády zavražděných v Katyni v roce 1940 příslušníky NKVD.

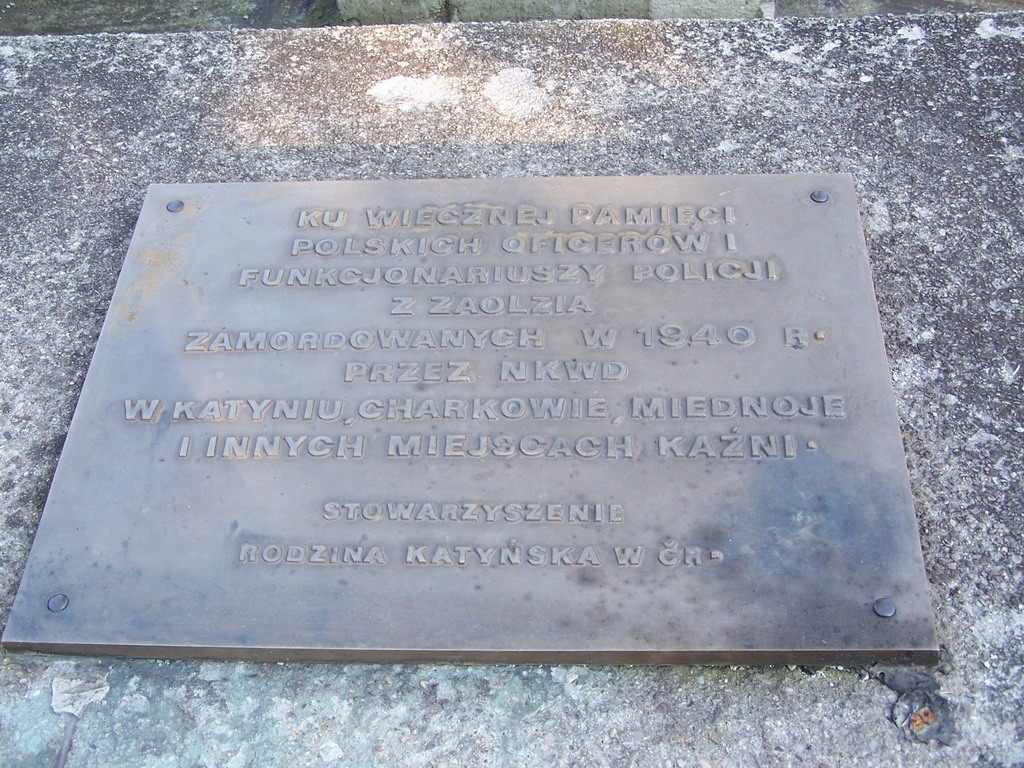
Pamětní deska důstojníkům polské armády zavražděným NKVD roku 1940

Památník je evidován v Centrální evidenci válečných hrobů vedené ministerstvem obrany.